# 창춘차오역
창춘차오역(중국어: 长春桥站)은 중국 베이징시 하이뎬구 수광 가도·하이뎬 가도·즈주위안 가도 경계의 란뎬창 남로·위안다로·창춘차오로 교차로에 위치한 베이징 지하철 10호선과 12호선의 지하철 환승역이다. 역은 현지 지명인 “창춘차오(长春桥)”에서 이름을 따왔다.

## 위치
10호선 창춘차오역은 창춘교 고가도로 아래, 즉 징미 인수거, 란뎬창 북로 - 란뎬창 남로 및 위안다로 - 창춘차오로가 상호 교차하는 지점의 교량 하부에 위치한다.
란뎬창 북로 아래에 위치하고 있으며 남북 방향으로 배열되어 있다. 베이징 지하철 건설 역사상 기존 교량 밑에 지하철역이 건설된 것은 역사상 처음이다. 역의 본체는 창춘교 1, 2번 교각 사이, 징미 인수거 서쪽 란뎬창 남로 지하에 위치한다. 역과 창춘교 교각 사이의 가장 가까운 거리는 역의 동쪽이 징미 인수거와 가깝고 최소 거리는 13m이다.
12호선 창춘차오역은 창춘교 고가도로 북서쪽에 란뎬창 북로와 위안다로가 교차하는 지점에 있으며 원래 도로를 따라 동서로 배치되어 위안다로 아래를 통과한다.
12호선 역사 건설 기간 동안 10호선 대합실 일부와 북서쪽 출입구가 개조되었다. 환승 통로는 창춘교 0호 교각에서 불과 1.6m 떨어져 있다.
창춘차오역 북서쪽에는 센트리 진위안 쇼핑 센터, 북동쪽에는 하이뎬구 정부, 남동쪽에는 국가행정학원이 있다.

## 역 구조
10호선 창춘차오역은 섬식 승강장 설계를 갖춘 2층 건물의 지하철역으로, 역 전체 길이는 2층, 3경간 프레임 구조로 되어 있다. 1층은 승강장 바닥이고 승강장 폭은 12m이다. 역의 지상 출입구와 통풍구는 모두 란뎬창 북로 - 란뎬창 서로의 서쪽에 위치한다.
12호선 창춘차오역의 주요 구조는 2층 지하 굴착으로 부분 3층 개방 굴착이 이루어졌으며, 역 지하 굴착의 주요 구조는 3경간 아치형 직선벽의 구조로, 역의 길이는 285m이다. 지하 굴착 구조물의 길이는 247m이고, 역 동쪽 끝의 개방형 굴착 구조물의 길이는 38m이다. 이 역은 위안다로의 북쪽과 남쪽에 있다. 두 개의 공기 덕트는 각각 센트리 진위안의 서쪽과 위안다로의 남쪽에 있다. 설계 단위는 베이징 시립 공정 설계 연구소이고 건설 단위는 베이징 철도 건설 관리 회사이다. 12호선 역의 동쪽 끝은 기존 10호선 창춘차오역으로, 12호선 역 방향과 수직으로 배치되어 있다.

### 층별 구조
| 지면층                    | 가도                            | A-D출입구                           |
| 지하 1층 10호선 대합실 층 | 10호선 대합실                   | 고객센터, 자동 발매기, 출입 게이트  |
| 지하 2층 10호선 승강장 층 | 12호선 대합실                   | 고객센터, 자동 발매기, 출입 게이트  |
| 지하 2층 10호선 승강장 층 | ←                               | ■ 10호선 내선 순환 (훠치잉)         |
| 지하 2층 10호선 승강장 층 | 섬식 승강장, 왼쪽 출입문이 열림 |                                     |
| 지하 2층 10호선 승강장 층 | →                               | ■ 10호선 외선 순환 (처다오거우)     |
| 지하 3층 12호선 승강장 층 | ←                               | ■ 12호선 쓰지칭차오 방면 (란뎬창)   |
| 지하 3층 12호선 승강장 층 | 섬식 승강장, 왼쪽 출입문이 열림 |                                     |
| 지하 3층 12호선 승강장 층 | →                               | ■ 12호선 둥바베이 방면 (쑤저우차오) |

- 창춘차오역 남서쪽 입구 지하도(2013년 7월 촬영)
- 창춘차오역 대합실 층(2021년 2월 촬영)
- 창춘차오역 12호선 역 대합실1 (2024년 12월 촬영)
- 창춘차오역 12호선 역 대합실2 (2024년 12월 촬영)

## 출입구
|                         |                  |                                                   |      |             |
|                         |                  |                                                   |      |             |
| 출구                    | 지시             | 출구 인근                                         | 사진 | 무장애 시설 |
| ■ 10호선에 연결         |                  |                                                   |      |             |
| 出口 · A · 1            | 위안다로(远大路) | 센트리 골든 리소스 쇼핑센터(世纪金源时代购物中心) |      | 빈칸        |
| 出口 · A · 2            | 위안다로(远大路) | 센트리 골든 리소스 쇼핑센터(世纪金源时代购物中心) |      |             |
| ■ 12호선에 연결         |                  |                                                   |      |             |
| 出口 · B                | 위안다로(远大路) | 센트리 골든 리소스 쇼핑센터(世纪金源时代购物中心) |      | 빈칸        |
| 出口 · B                |                  | 센트리 골든 리소스 쇼핑센터(世纪金源时代购物中心) |      | 빈칸        |
| 出口 · C                | 위안다로(远大路) |                                                   |      |             |
| ■ 10호선에 연결         |                  |                                                   |      |             |
| 出口 · D · 1            | 위안다로(远大路) |                                                   |      | 빈칸        |
| 出口 · D · 2            | 위안다로(远大路) |                                                   |      |             |
| 아이콘 설명: 엘리베이터 |                  |                                                   |      |             |

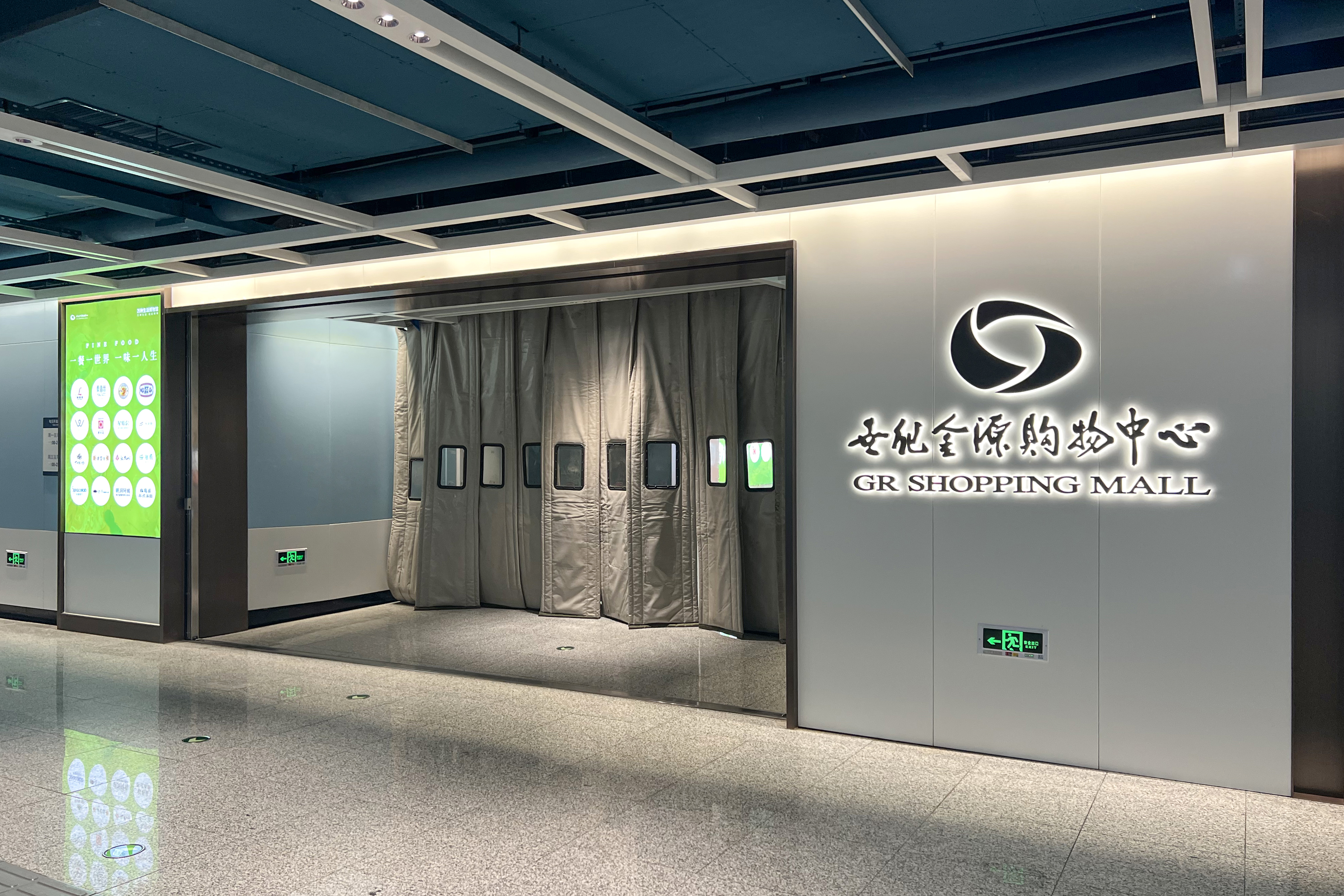
B 통로 센트리 진위안 쇼핑센터 입구
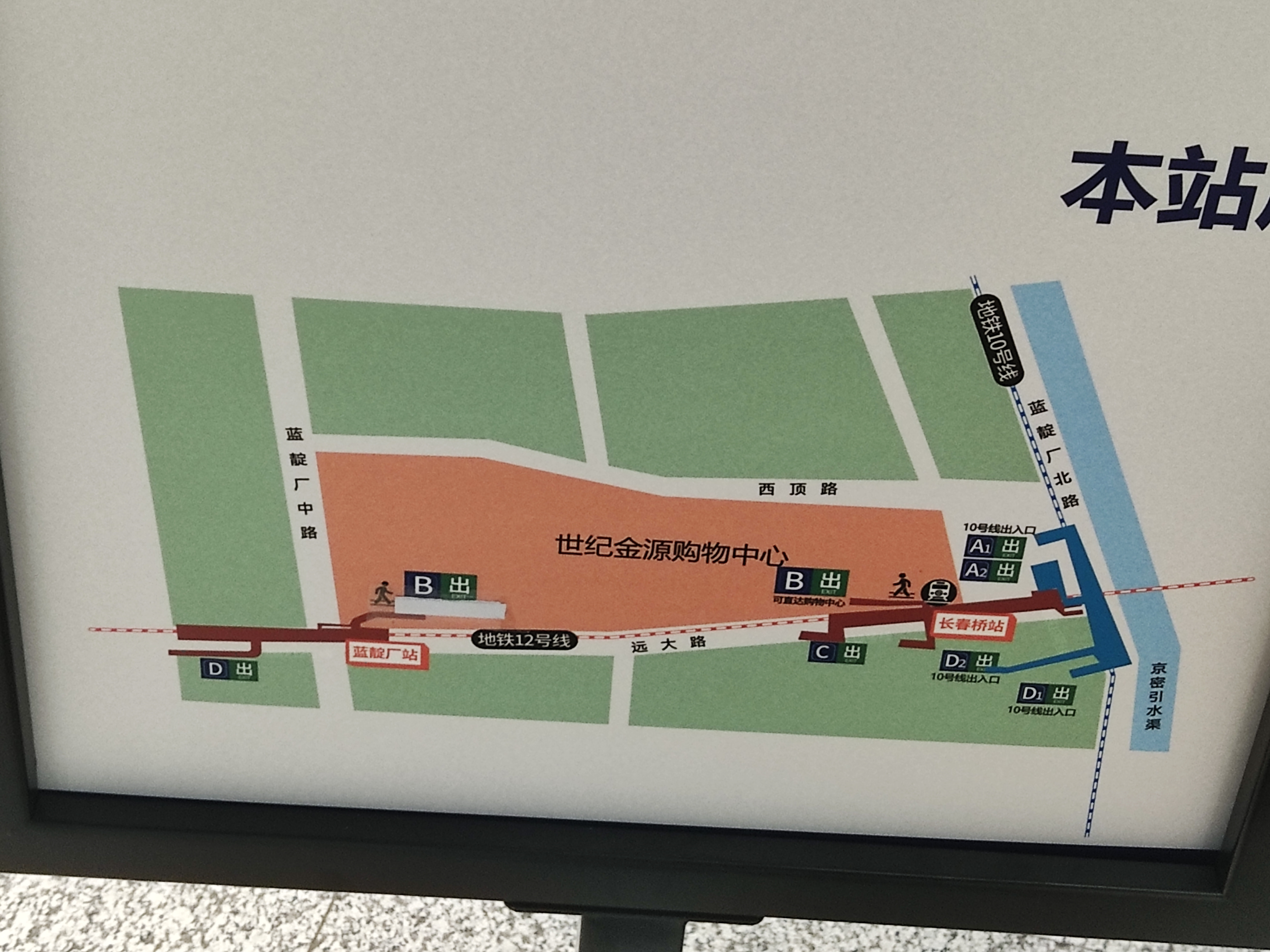
12호선 B출입구 외부 개략도